# Pedro Costa (giocatore di calcio a 5)
Pedro Alexandre da Silva da Costa, noto semplicemente come Pedro Costa (São Sebastião da Pedreira, 18 dicembre 1978), è un allenatore di calcio a 5 ed ex giocatore di calcio a 5 portoghese.

## Carriera
Tra i calcettisti più vincenti del campionato portoghese, durante la carriera ha vinto 8 campionati, 4 coppe e 5 supercoppe. Nel 2011 si è trasferito in Giappone per giocare con il Nagoya Oceans con cui ha vinto altri 6 campionati. A livello internazionale, ha vinto una Coppa UEFA e due Coppe d'Asia. Elemento di spicco della nazionale portoghese per oltre un decennio, ha preso parte a due mondiali e a quattro europei: il miglior piazzamento è, rispettivamente, il bronzo ottenuto all'FIFA Futsal World Championship 2000 e l'argento all'UEFA Futsal Championship 2010.

## Palmarès

### Giocatore

#### Competizioni nazionali
- Campionato portoghese: 8
Sporting CP: 1998-99, 2000-01
Freixieiro: 2001-02
Benfica: 2002-03, 2004-05, 2006-07, 2007-08, 2008-09
- Coppa del Portogallo: 4
Benfica: 2002-03, 2004-05, 2006-07, 2008-09
- Supercoppa portoghese: 5
Sporting CP: 2001
Freixieiro: 2002
Benfica: 2003, 2006, 2007, 2009
- F. League: 6
Nagoya Oceans: 2010-11, 2011-12, 2012-13, 2013-14, 2014-15, 2015-16

#### Competizioni internazionali
- Coppa UEFA: 1
Benfica: 2009-10
- AFC Futsal Club Championship: 2
Nagoya Oceans: 2011, 2016